# یانیک بورل
یانیک بورل (فرانسوی: Yannick Borel‎؛ زادهٔ ۵ نوامبر ۱۹۸۸) شمشیرباز اهل فرانسه است.
وی همچنین برندهٔ جوایزی همچون لژیون دونور (شوالیه) شده‌است.